# Hugh Burnell, 2. Baron Burnell

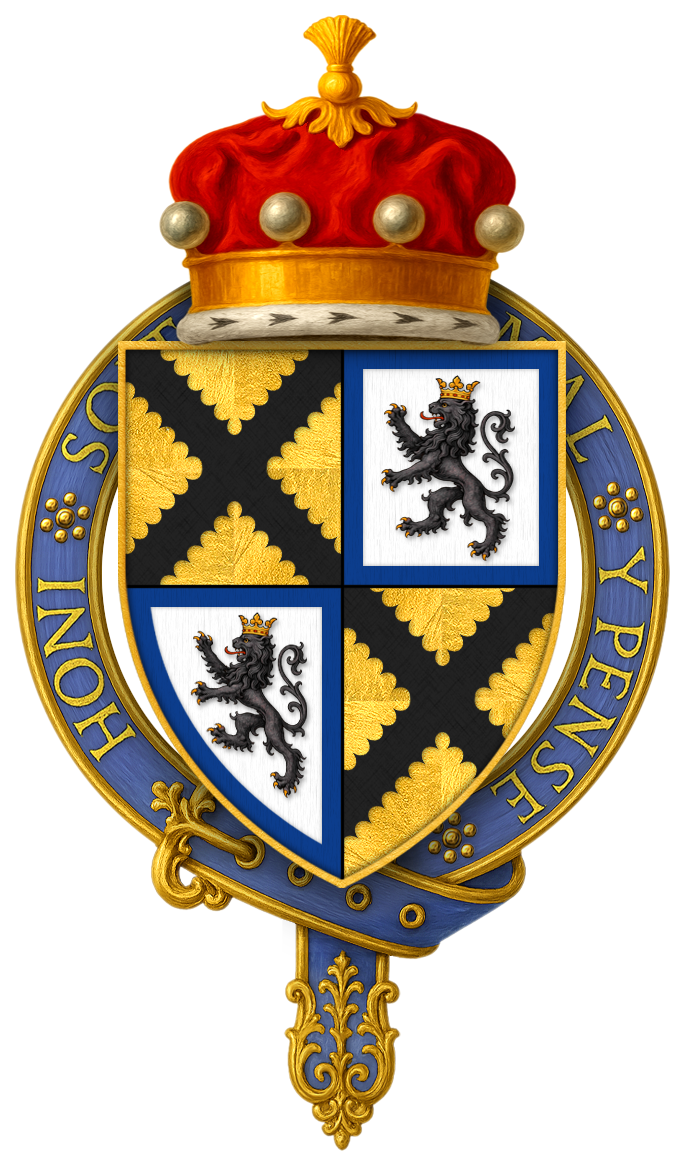
Wappen von Hugh Burnell, 2. Baron Burnell

Hugh Burnell, 2. Baron Burnell KG (* um 1347; † 27. November 1420) war ein englischer Adliger.

## Herkunft und Erbe
Hugh Burnell war ein Sohn von Nicholas Burnell, 1. Baron Burnell und von dessen Frau Mary. Nach dem Tod seines Vaters 1383 erbte er dessen umfangreichen Besitzungen, darunter Acton Burnell Castle in Shropshire, sowie den Titel Baron Burnell.

## Leben
1386 diente er als Gouverneur von Bridgnorth Castle, dazu war er auch Friedensrichter und übernahm noch zahlreiche weitere Ämter. Am 29. September 1399 gehörte er zu den Baronen, die im Tower of London den Thronverzicht von König Richard II. entgegennahmen. Zu Beginn der Rebellion von Owain Glyndŵr besiegte und zerstreute Burnell am 24. September 1400 mit einem Aufgebot aus Shropshire, Staffordshire und Warwickshire die schlecht ausgerüsteten Rebellen, nachdem sie Welshpool geplündert hatten. Owain Glyndŵr und der Großteil der Rebellen konnte jedoch entkommen, und die Rebellion ging weiter. König Heinrich IV. ernannte Burnell im November 1401 zum Gouverneur von Montgomery Castle. 1402 stellte er zusammen mit Edward Cherleton, 5. Baron Cherleton und Thomas Fitzalan, 12. Earl of Arundel ein Aufgebot auf, um das weitere Vordringen der Rebellion in Shropshire zu stoppen. In der Folge gehörte Burnell mit zu den wichtigsten Unterstützern des Thronfolgers Heinrich, als dieser in Wales die Rebellion von Owain Glyndŵr niederschlug. Zum Dank nahm ihn der König 1406 in den Hosenbandorden auf.

## Ehen
Burnell war dreimal verheiratet. In erster Ehe heiratete Burnell Philippe de la Pole, eine Tochter von Michael de la Pole, 2. Earl of Suffolk und von Katherine de Stafford. In zweiter Ehe heiratete er zwischen dem 1. Januar und dem 21. April 1386 Joan Burnell, 3. Baroness Botetourt, eine Tochter von John de Botecourt und Maud de Grey. In dritter Ehe heiratete er vor dem 29. Januar 1408 Joan Devereux, die Witwe von Walter Fitzwalter, 5. Baron Fitzwalter, die aber bereits 1409 starb.

## Aufteilung des Erbes
Nach seinem Tod wurde Burnell in Hales Abbey in Shropshire beigesetzt. Da sein einziger Sohn Edward Burnell 1415 ohne männliche Nachkommen gestorben war, fiel sein Titel bei seinem Tod in Abeyance. Seine Besitzungen sollten zwischen den Töchtern seines Sohnes aufgeteilt werden. Dabei stellte sich heraus, dass große Teile der Besitzungen lehensrechtlich nur in männlicher Erbfolge weitergegeben wurden durften. Andere Besitzungen wurden erfolgreich von William Lovel, 7. Baron Lovel, einem Nachfahren seiner Großmutter Maud Burnell aus ihrer ersten Ehe beansprucht. Letztlich erbten Burnells Enkelinnen nur einen kleinen Teil der Besitzungen ihres Großvaters.